# Padrão Willow
O Padrão Willow ou padrão do salgueiro é atribuído a cópias de cerâmica azul e branca chinesas feitas originalmente pelos fabricantes de cerâmica ingleses durante a última metade do século XVIII. Trata-se de uma variedade de louças decoradas muito popular na Europa por possuir um estilo conhecido como chinoiserie, uma imitação da arte e da cultura chinesa.

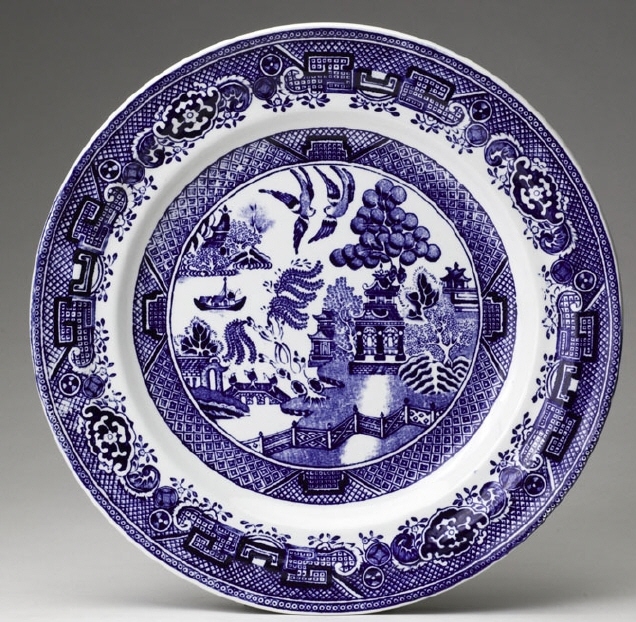
Prato com o padrão Willow

Os principais elementos do padrão Willow presentes nas gravuras podem ser descritos da seguinte forma: Uma paisagem chinesa com um salgueiro no centro da composição. Um grande edifício está no primeiro plano à direita com um telhado ornamentado, com um edifício menor à esquerda e várias árvores à direita. No primeiro plano, geralmente há uma cerca em zigue-zague. Abaixo do salgueiro está localizada uma ponte, sobre a qual três figuras caminham em direção a um pequeno pavilhão: a primeira segura um bastão, a segunda um longo objeto retangular geralmente identificado como uma caixa, e a terceira o que costuma ser descrito como um chicote. Acima da ponte pode-se ver um barqueiro virando seu barco para a direita, enquanto atrás dele está uma ilha com uma ou duas casas e às vezes outras ilhas ao fundo. Frequentemente, há duas pombas voando no centro da composição.

## História
A porcelana era uma das principais exportações do Império Chinês durante os séculos XVI a XVIII. Os portugueses foram os principais transportadores europeus deste comércio a partir do entreposto comercial em Macau no século XVI mas outros países como Espanha e Inglaterra também passaram a comercializar diretamente com a China. O ocidente tinha um grande interesse nas porcelanas de boa qualidade chinesas por sua beleza e durabilidade. Muitas tentativas de produzir porcelana na Europa começaram em Florença, no século XVII, mas a primeira produção europeia bem-sucedida aconteceu em Meissen na Alemanha no século XVIII e já em 1721 era comercializada com decoração em azul e branco imitando a porcelana chinesa. O processo de manufatura se espalhou pela Itália, Áustria, França e Inglaterra na segunda metade do século XVIII.

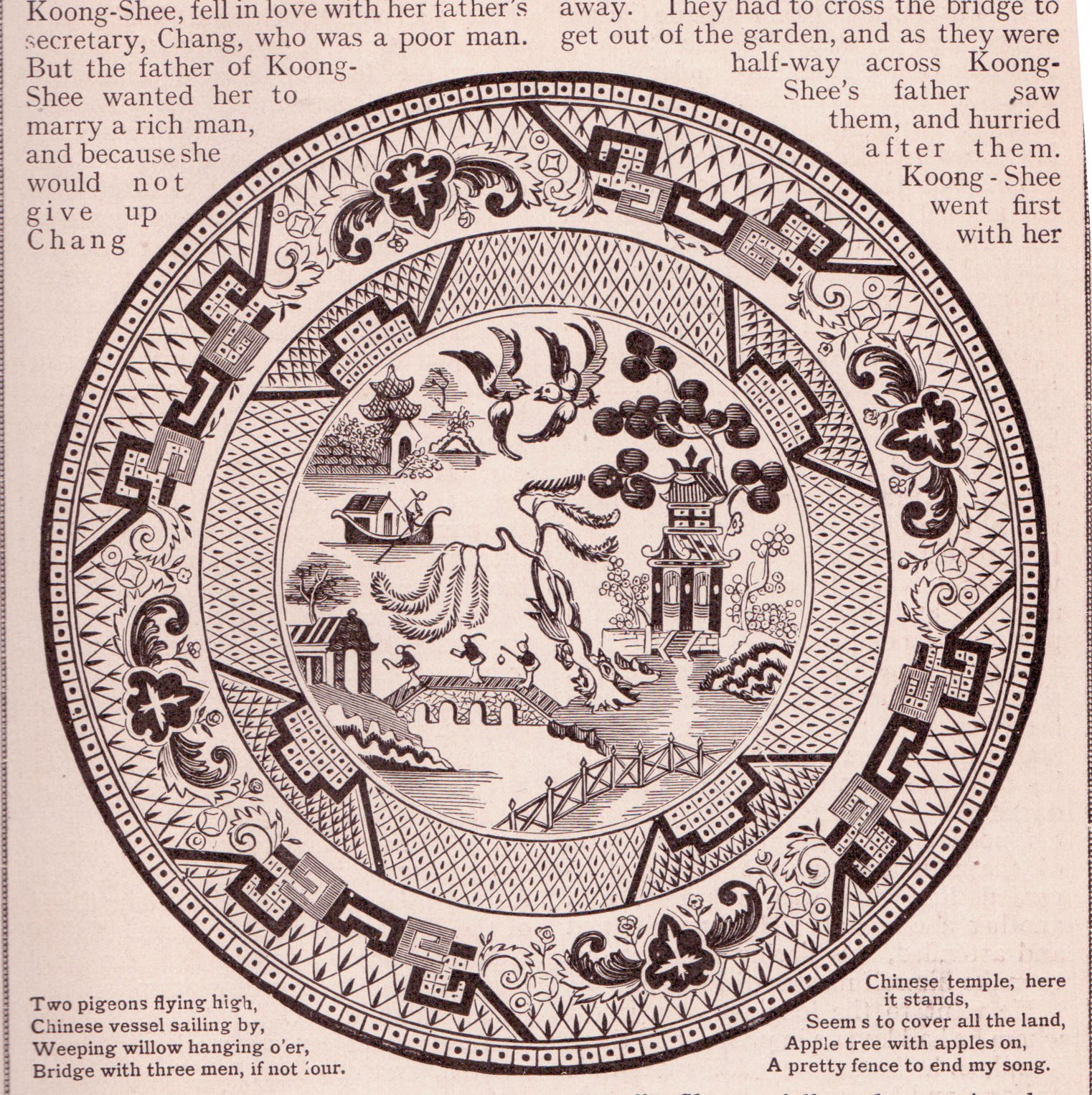
Ilustração do padrão de salgueiro (1917)

A origem do padrão Willow é atribuída a vários gravadores de porcelana especialmente da fábrica Caughley Pottery Works que é o possível lugar de origem desse padrão. Um desses ceramistas era Thomas Minton, aprendiz de gravador na Caughley, ele teria incluído padrões de paisagem chinoiserie como salgueiros, pagodes e barcos chineses até chegar na composição do salgueiro. Foi a partir das produções baseadas nos desenhos de Minton que da fábrica Spode criou e produziu o padrão em sua forma mais completa por volta de 1790.

## Lenda
Várias histórias baseadas em lendas e contos tradicionais orientais foram criadas em cima dessa gravura, a versão mais famosa está escrita na revista inglesa The Family Friend em 1849 intitulada como "The Story of the Common Willow Pattern Plate".

## Influências no Brasil
Um prato com o padrão do salgueiro é mencionado na obra O Prato Azul-Pombinho da escritora goiana Cora Coralina.